# 右昌元帥府

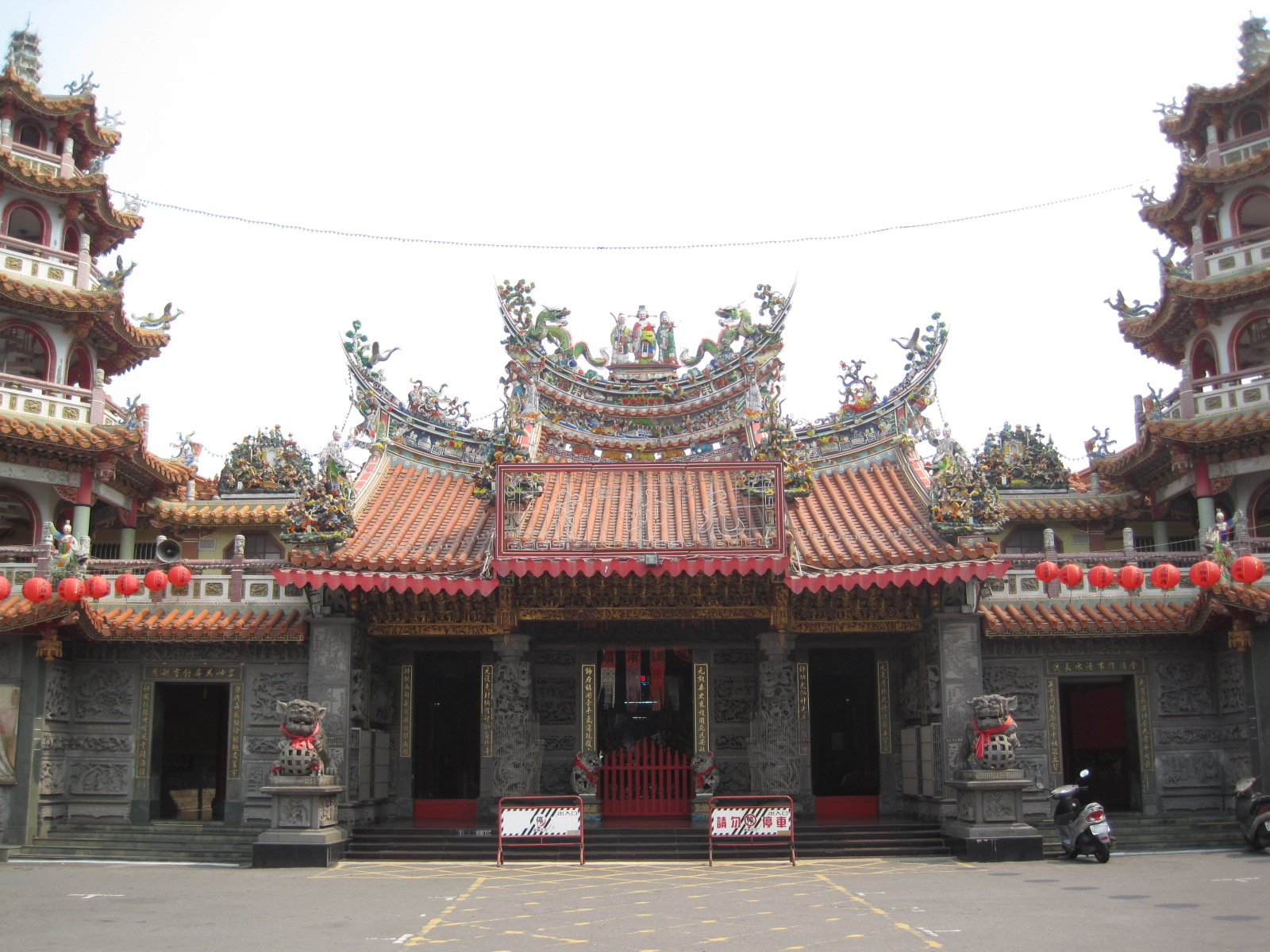
右昌元帥府三川殿

右昌元帥府是一間位於臺灣高雄市楠梓區的廟宇，為右昌四大公廟之一，主祀劉、陳、謝、常、唐、陳、張七大元帥。位在高雄市楠梓區右昌1巷1號
廟內留有清代道光年間的神轎和石碑擁有170餘年歷史，經過廟方多次維修才得以保有原貌，相當珍貴。
另外最特別的是據說日治昭和四年（1929年），元帥廟神靈為了體貼鄉民經濟困苦，頒布神諭，不辦中元普渡，祭祖改以「每年二祭」（即除夕日、農曆六月十五），亦廢除作牙。1947年又頒布神示，神誕祭典均以佛教儀式舉行，誦經禮佛，並組織「念佛團」（即今「右昌善德念佛會」）。1963年起，在庄內推行完全佛制，不焚燒金紙，只供奉鮮花、水果、素齋。故1980年代以前，右昌地方幾無私人神壇。

## 神誕日
- 劉府大元帥：農曆十一月二十七日
- 陳府二元帥：農曆十一月二十四日
- 謝府三元帥：農曆五月五日
- 常府四元帥：農曆十一月廿五日
- 唐府五元帥：農曆十一月廿六日
- 陳府六元帥：農曆五月四日
- 張府七元帥：農曆五月三日